# Euphorbia drupifera
Espèce
Synonymes
- Elaeophorbia drupifera (Thonn.) Stapf[1] [2]
- Euphorbia drupifera (Thonn.) Stapf[1]
- Euphorbia elastica Poiss. & Pax[1]
- Euphorbia renouardii Pax[1]
- Euphorbia toxicaria Afzel. ex Steud.[1]

Euphorbia drupifera est une espèce de plantes de la famille des Euphorbiaceae selon la classification phylogénétique. 